# Верхний Хингуй
Ве́рхний Хингу́й — деревня в Нижнеудинском районе Иркутской области. Входит в Худоеланское муниципальное образование.

## География
Деревня расположена по северо-восточной стороне федеральной автомагистрали Р255 «Сибирь», в 17 км к северо-западу от центра сельского поселения — села Худоеланское.

## История
Деревня была расположена на Большом Сибирском тракте. Заселение шло как минимум с 1770-х годов.

## Население
| 2002 | 2010 | 2011 | 2012 |
| ---- | ---- | ---- | ---- |
| 140  | ↘67  | →67  | →67  |